# 1575
Il 1575 (MDLXXV in numeri romani) è un anno  del XVI secolo.

## Eventi
- Viene edificata l'attuale chiesa di San Lorenzo in Panisperna a Roma.
- Viene fondata dai portoghesi la città di São Paulo (la futura capitale dell'Angola, Luanda).
- 9 giugno – Scoppia la peste a Palermo e ben presto infesta tutta la Sicilia.
- 28 giugno – Battaglia di Nagashino.
- Rivolta dei Karmapa in Tibet.

## Nati

### Gennaio
- 6 gennaio - Baldassarre de' Nardis, religioso italiano († 1630)
- 18 gennaio - Johann Kirchmann, filologo, storico e pedagogo tedesco († 1643)
- 22 gennaio - Luigi di Guisa, cardinale francese († 1621)
- 23 gennaio - Nicodemo Ferrucci, pittore italiano († 1650)

### Febbraio
- 4 febbraio - Pierre de Bérulle, teologo e cardinale francese († 1629)
- 14 febbraio - Giovanni Andrea Donducci, pittore italiano († 1655)
- 15 febbraio - Luigi Gontrano di Nassau-Katzenelnbogen, nobile e generale olandese († 1604)
- 21 febbraio - Marten Pepijn, pittore fiammingo († 1643)
- 27 febbraio - Anna di Holstein-Gottorp, nobile tedesca († 1625)
- 27 febbraio - Giovanni Adolfo di Holstein-Gottorp, duca († 1616)

### Marzo
- 10 marzo - Giovanni Antonio Facchinetti de Nuce, cardinale italiano († 1606)
- 17 marzo - Francesco Branciforte, marchese di Militello, nobile e mecenate italiano († 1622)

### Aprile
- 7 aprile - Girolamo Curti, pittore italiano († 1632)
- 21 aprile - Francesco Molin, doge († 1655)
- 24 aprile - Jacob Böhme, filosofo, teologo e mistico tedesco († 1624)
- 26 aprile - Maria de' Medici, regina († 1642)

### Maggio
- 11 maggio - Chōsokabe Morichika, militare giapponese († 1615)

### Giugno
- 4 giugno - Gwanghaegun di Joseon, re coreano († 1641)
- 15 giugno - Lelio Biscia, cardinale italiano († 1638)
- 26 giugno - Anna Caterina del Brandeburgo, sovrana danese († 1612)

### Luglio
- 2 luglio - Elizabeth de Vere, nobildonna inglese († 1627)
- 8 luglio - Cesare Lupi, condottiero italiano († 1615)
- 14 luglio - Augusto di Anhalt-Plötzkau, principe († 1653)
- 25 luglio - Francesco De Pietri, storico e giurista italiano († 1645)

### Agosto
- 6 agosto - Live Larsdatter, farmacista danese († 1698)
- 12 agosto - James Hamilton, I conte di Abercorn, nobile scozzese († 1618)
- 15 agosto - Diego d'Asburgo,  spagnolo († 1582)
- 18 agosto - Anna Maria del Palatinato-Neuburg, nobile tedesca († 1643)

### Settembre
- 8 settembre - Kaspar Leuw, condottiero e politico svizzero († 1654)
- 28 settembre - Vincenzo Geremia, ingegnere, inventore e architetto italiano († 1679)

### Ottobre
- 12 ottobre - Pompeo Targone, ingegnere italiano († 1630)
- 24 ottobre - Pierre de Conty d'Argencour, ingegnere militare francese († 1655)

### Novembre
- 1º novembre - William Gouge, religioso e predicatore inglese († 1670)
- 4 novembre - Guido Reni, pittore e incisore italiano († 1642)
- 11 novembre - Marcantonio III Colonna, nobile romano († 1595)
- 20 novembre - Giovanni Battista Lancellotti, vescovo cattolico italiano († 1656)

### Dicembre
- 4 dicembre - Monaca di Monza, religiosa italiana († 1650)
- 9 dicembre - Giovanni Stefano Menochio, biblista e gesuita italiano († 1655)
- 18 dicembre - Michelangelo Galilei, compositore italiano († 1631)

### Senza giorno specificato
- Filippo d'Aquino, medico, filologo e orientalista francese († 1650)
- Francisco Fernández de la Cueva, politico e ufficiale spagnolo († 1637)
- Raffaella Aleotti, compositrice, organista e monaca cristiana italiana
- Vittoria Aleotti, compositrice, clavicembalista e monaca cristiana italiana
- Patrick Anderson, gesuita scozzese († 1624)
- Ashina Morishige, militare giapponese († 1631)
- Hendrick van Balen, pittore fiammingo († 1632)
- Jacques de Bellange, pittore e incisore francese († 1616)
- Pietro Paolo Bombino, gesuita e umanista italiano († 1648)
- Antonio Bosio, archeologo maltese († 1629)
- Pedro de Brizuela, architetto spagnolo († 1632)
- Pierre Broussel, politico francese († 1654)
- Archibald Campbell, VII conte di Argyll, politico e generale scozzese († 1638)
- David Carnegie, I conte di Southesk, nobile scozzese († 1658)
- Jean Châtel,  francese († 1594)
- Giorgio Clerici, mercante, banchiere e nobile italiano († 1665)
- Salvatore Vitale, religioso italiano († 1647)
- Giulio Cesare Cortese, poeta italiano († 1622)
- Floris van Dijck, pittore olandese († 1651)
- Paolo Filippi, scrittore italiano († 1610)
- Cornelis van der Geest, mercante († 1638)
- Thomas Helwys, predicatore, giurista e teologo inglese († 1616)
- Léonard de Hodémont, musicista e compositore belga († 1639)
- Honda Tadamasa, militare giapponese († 1631)
- Hori Hideharu, militare giapponese († 1606)
- Louis Hébert, farmacista francese († 1627)
- Jan Jacobs, orafo e filantropo fiammingo († 1650)
- Leonardo Kimura, gesuita giapponese († 1619)
- Urszula Kochanowska,  polacca († 1578)
- Girolamo Lucich, vescovo cattolico croato († 1648)
- Juan de Luna, scrittore spagnolo († 1645)
- Andrea Lusso, pittore italiano († 1627)
- Gaspare Mannucci, pittore italiano († 1642)
- Girolamo II Martinengo, condottiero italiano († 1637)
- Prospero Rabaglio, pittore italiano
- Domenico Rivarola, cardinale e arcivescovo cattolico italiano († 1627)
- Orlando Carlo de' Rossi, militare italiano († 1618)
- Enrico di Schomberg, generale francese († 1632)
- Hendrick Joosten Speuy, compositore e organista olandese († 1625)
- Johann Stadlmayr, compositore tedesco († 1648)
- Arbella Stuart, nobile britannica († 1615)
- Innocenzo Tacconi, pittore italiano
- Giovanni Maria Trabaci, compositore e organista italiano († 1647)
- Guilliam Van Deynen, pittore fiammingo († 1624)
- Robert de Vere, XIX conte di Oxford, militare britannico († 1632)
- Abraham Verhoeven, editore e giornalista belga († 1652)
- Christoph Wamser, architetto e gesuita tedesco († 1649)
- Jan Wężyk, arcivescovo cattolico polacco († 1638)
- Agustín de Hinojosa y Montalvo, vescovo cattolico spagnolo († 1631)
- Sabatino de Ursis, gesuita, ingegnere e astronomo italiano († 1620)
- Cristina di Salm, nobile francese († 1627)
- Maximilian von Pernstein, nobile e religioso ceco († 1593)

## Morti

### Gennaio
- 4 gennaio - Sidonia di Sassonia, principessa (n. 1518)
- 11 gennaio - Gianpaolo della Chiesa, avvocato, politico e cardinale italiano (n. 1521)
- 22 gennaio - James Hamilton, nobile scozzese (n. 1516)

### Febbraio
- 12 febbraio - Insun di Joseon, regina coreana (n. 1532)
- 15 febbraio - Cesare I Gonzaga, nobile italiano (n. 1536)
- 21 febbraio - Claudia di Valois, principessa francese (n. 1547)

### Marzo
- 15 marzo - Annibale Padovano, compositore e organista italiano (n. 1527)
- 18 marzo - Marcantonio Bobba, cardinale e vescovo cattolico italiano
- 25 marzo - Joseph ben Ephraim Karo, rabbino, filosofo e giurista spagnolo (n. 1488)
- 30 marzo - Eva Cristina di Württemberg-Mömpelgard, nobile tedesca (n. 1558)

### Aprile
- 10 aprile - Anna Bijns, poetessa fiamminga (n. 1493)
- 13 aprile - Giulio Claro, giurista italiano (n. 1525)
- 15 aprile - Volrado II di Waldeck, nobile tedesco (n. 1509)

### Maggio
- 11 maggio - Mattia Flacio Illirico, teologo tedesco (n. 1520)
- 17 maggio - Matthew Parker, arcivescovo anglicano e teologo inglese (n. 1504)
- 28 maggio - Sofia Jagellona, principessa polacca (n. 1522)

### Giugno
- 3 giugno - Francisco de Ibarra, esploratore spagnolo
- 12 giugno - Renata di Francia, principessa francese (n. 1510)
- 19 giugno - Bernardino Cirillo, scrittore, storico e religioso italiano (n. 1500)
- 23 giugno - Hara Masatane, militare giapponese (n. 1531)
- 29 giugno - Baba Nobuharu, militare giapponese
- 29 giugno - Naitō Masatoyo, militare giapponese (n. 1522)
- 29 giugno - Saegusa Moritomo, militare giapponese (n. 1537)
- 29 giugno - Sanada Nobutsuna, militare giapponese (n. 1537)
- 29 giugno - Yamagata Masakage, generale giapponese (n. 1524)

### Luglio
- 1º luglio - Chiappino Vitelli, condottiero e cavaliere italiano (n. 1519)
- 9 luglio - Tsuchiya Masatsugu, militare giapponese (n. 1544)
- 14 luglio - Richard Taverner, teologo inglese (n. 1505)
- 14 luglio - Costantino di Braganza, nobile (n. 1528)
- 22 luglio - Francesco Maurolico, matematico, astronomo e storico italiano (n. 1494)

### Agosto
- 2 agosto - Ercole Contrari, nobile italiano
- 2 agosto - Cristoforo II di Baden-Rodemachern, nobile tedesco (n. 1537)
- 9 agosto - Giulio Contarini, vescovo cattolico italiano (n. 1519)
- 14 agosto - Diego Hurtado de Mendoza y Pacheco, poeta, umanista e diplomatico spagnolo (n. 1503)
- 16 agosto - Beatrice Roverella, nobildonna italiana (n. 1510)
- 22 agosto - Cristoforo Fabretti, funzionario e criminale italiano
- 22 agosto - Paolo Juusten, arcivescovo luterano finlandese
- 23 agosto - Ebussuud Efendi, giurista ottomano (n. 1490)
- 27 agosto - Fulvio Androzio, scrittore e gesuita italiano (n. 1523)

### Settembre
- 5 settembre - Federico Commandino, matematico, umanista e tipografo italiano (n. 1509)
- 11 settembre - Giovanna d'Aragona, duchessa (n. 1502)
- 17 settembre - Heinrich Bullinger, teologo svizzero (n. 1504)
- 24 settembre - Anna di Oldenburg, nobile (n. 1501)
- 25 settembre - Asakura Kagetake, militare giapponese (n. 1536)

### Ottobre
- 17 ottobre - Gaspar Cervantes de Gaete, cardinale e arcivescovo cattolico spagnolo (n. 1511)
- 20 ottobre - Cornelis Floris de Vriendt, architetto fiammingo (n. 1514)
- 21 ottobre - Sforza Sforza di Santa Fiora, nobile e militare italiano (n. 1520)
- 24 ottobre - Peder Oxe, politico danese (n. 1520)
- 31 ottobre - Matteo Bruni, giurista italiano (n. 1503)
- 31 ottobre - Louis de Béranger du Guast, francese (n. 1540)

### Novembre
- 2 novembre - Sabina di Brandeburgo-Ansbach, nobile tedesca (n. 1529)
- 4 novembre - Giovan Battista Pigna, umanista e letterato italiano (n. 1529)
- 8 novembre - Corneille de Lyon, pittore olandese
- 18 novembre - Johannes Aurifaber, teologo tedesco
- 22 novembre - Pietro Giacomo Borbone, arcivescovo cattolico italiano (n. 1540)
- 24 novembre - Polo de Ondegardo, giurista, storico e funzionario spagnolo
- 27 novembre - Peter Carew, avventuriero, militare e politico britannico (n. 1514)

### Dicembre
- 18 dicembre - Marcin Bielski, scrittore, storico e drammaturgo polacco (n. 1495)
- 23 dicembre - Akiyama Nobutomo, militare giapponese (n. 1531)
- 29 dicembre - Giovan Battista Mantovano, pittore e incisore italiano (n. 1503)
- 31 dicembre - Pierino Belli, giurista italiano (n. 1502)

### Senza giorno specificato
- Pietro Paolo Abbati il Vecchio, pittore italiano
- Pieter Aertsen, pittore olandese
- Diogo Andrada de Paiva, teologo portoghese (n. 1528)
- Andrea Badoer, politico e diplomatico italiano (n. 1515)
- Antonio Bendinelli, umanista italiano
- Joachim Beuckelaer, pittore fiammingo (n. 1530)
- Giovanni Bolognetti, giurista italiano (n. 1506)
- Giuseppe Bottone, scultore italiano (n. 1539)
- Alvise Bragadin, editore e tipografo italiano
- Federico Brandani, scultore italiano (n. 1520)
- Willem Canter, filologo classico olandese (n. 1542)
- Angiolo Cenni, poeta italiano
- Juan de la Cerda, nobile spagnolo (n. 1514)
- Quinto Mario Corrado, umanista italiano (n. 1508)
- Dono Doni, pittore italiano
- Eleonora d'Este, nobildonna italiana (n. 1515)
- Ottavio Gentile Oderico, doge (n. 1499)
- Fermo Ghisoni da Caravaggio, pittore italiano (n. 1505)
- Alonso de Góngora Marmolejo, storico spagnolo (n. 1523)
- Kakizaki Kageie, militare giapponese
- Maestro dei dodici apostoli, pittore italiano (n. 1520)
- Jan Matsys, pittore fiammingo
- Tomás de Mercado, teologo e economista spagnolo (n. 1530)
- Juan Ortiz de Zárate, esploratore spagnolo
- Giambattista Palatino, letterato e calligrafo italiano (n. 1515)
- Andrés Ponce de León y de las Infantas, militare e diplomatico spagnolo
- Giuseppe Porta, pittore italiano (n. 1520)
- Camillo Renato, francescano italiano (n. 1500)
- Richard Lee, ingegnere militare inglese (n. 1513)
- Enrico I di Rohan, nobile francese (n. 1535)
- Takeda Nobuzane, militare giapponese
- Torii Suneemon, militare giapponese (n. 1540)
- Giovanni Tristano, architetto e gesuita italiano (n. 1515)
- Andrés de Vandelvira, architetto e ingegnere spagnolo (n. 1509)
- Costanzo Varolio, anatomista italiano (n. 1543)
- Costanza d'Avalos Piccolomini, nobile spagnola
- Domenico da Venezia, ceramista italiano
- Pietro de Luna, nobile, politico e militare italiano
- Diego de Trujillo, militare spagnolo (n. 1505)
- Diego de los Cobos y Mendoza, nobile e politico spagnolo (n. 1524)

## Calendario
| Calendario 1575 | Calendario 1575 | Calendario 1575 | Calendario 1575 | Calendario 1575 | Calendario 1575 | Calendario 1575 | Calendario 1575 | Calendario 1575 | Calendario 1575 | Calendario 1575 | Calendario 1575 | Calendario 1575 | Calendario 1575 | Calendario 1575 | Calendario 1575 | Calendario 1575 | Calendario 1575 | Calendario 1575 | Calendario 1575 | Calendario 1575 | Calendario 1575 | Calendario 1575 | Calendario 1575 | Calendario 1575 | Calendario 1575 | Calendario 1575 | Calendario 1575 | Calendario 1575 | Calendario 1575 | Calendario 1575 | Calendario 1575 | Calendario 1575 |
| --------------- | --------------- | --------------- | --------------- | --------------- | --------------- | --------------- | --------------- | --------------- | --------------- | --------------- | --------------- | --------------- | --------------- | --------------- | --------------- | --------------- | --------------- | --------------- | --------------- | --------------- | --------------- | --------------- | --------------- | --------------- | --------------- | --------------- | --------------- | --------------- | --------------- | --------------- | --------------- | --------------- |
|                 | 1               | 2               | 3               | 4               | 5               | 6               | 7               | 8               | 9               | 10              | 11              | 12              | 13              | 14              | 15              | 16              | 17              | 18              | 19              | 20              | 21              | 22              | 23              | 24              | 25              | 26              | 27              | 28              | 29              | 30              | 31              |                 |
| Gennaio         | Sa              | Do              | Lu              | Ma              | Me              | Gi              | Ve              | Sa              | Do              | Lu              | Ma              | Me              | Gi              | Ve              | Sa              | Do              | Lu              | Ma              | Me              | Gi              | Ve              | Sa              | Do              | Lu              | Ma              | Me              | Gi              | Ve              | Sa              | Do              | Lu              |                 |
| Febbraio        | Ma              | Me              | Gi              | Ve              | Sa              | Do              | Lu              | Ma              | Me              | Gi              | Ve              | Sa              | Do              | Lu              | Ma              | Me              | Gi              | Ve              | Sa              | Do              | Lu              | Ma              | Me              | Gi              | Ve              | Sa              | Do              | Lu              |                 |                 |                 |                 |
| Marzo           | Ma              | Me              | Gi              | Ve              | Sa              | Do              | Lu              | Ma              | Me              | Gi              | Ve              | Sa              | Do              | Lu              | Ma              | Me              | Gi              | Ve              | Sa              | Do              | Lu              | Ma              | Me              | Gi              | Ve              | Sa              | Do              | Lu              | Ma              | Me              | Gi              |                 |
| Aprile          | Ve              | Sa              | Do              | Lu              | Ma              | Me              | Gi              | Ve              | Sa              | Do              | Lu              | Ma              | Me              | Gi              | Ve              | Sa              | Do              | Lu              | Ma              | Me              | Gi              | Ve              | Sa              | Do              | Lu              | Ma              | Me              | Gi              | Ve              | Sa              |                 |                 |
| Maggio          | Do              | Lu              | Ma              | Me              | Gi              | Ve              | Sa              | Do              | Lu              | Ma              | Me              | Gi              | Ve              | Sa              | Do              | Lu              | Ma              | Me              | Gi              | Ve              | Sa              | Do              | Lu              | Ma              | Me              | Gi              | Ve              | Sa              | Do              | Lu              | Ma              |                 |
| Giugno          | Me              | Gi              | Ve              | Sa              | Do              | Lu              | Ma              | Me              | Gi              | Ve              | Sa              | Do              | Lu              | Ma              | Me              | Gi              | Ve              | Sa              | Do              | Lu              | Ma              | Me              | Gi              | Ve              | Sa              | Do              | Lu              | Ma              | Me              | Gi              |                 |                 |
| Luglio          | Ve              | Sa              | Do              | Lu              | Ma              | Me              | Gi              | Ve              | Sa              | Do              | Lu              | Ma              | Me              | Gi              | Ve              | Sa              | Do              | Lu              | Ma              | Me              | Gi              | Ve              | Sa              | Do              | Lu              | Ma              | Me              | Gi              | Ve              | Sa              | Do              |                 |
| Agosto          | Lu              | Ma              | Me              | Gi              | Ve              | Sa              | Do              | Lu              | Ma              | Me              | Gi              | Ve              | Sa              | Do              | Lu              | Ma              | Me              | Gi              | Ve              | Sa              | Do              | Lu              | Ma              | Me              | Gi              | Ve              | Sa              | Do              | Lu              | Ma              | Me              |                 |
| Settembre       | Gi              | Ve              | Sa              | Do              | Lu              | Ma              | Me              | Gi              | Ve              | Sa              | Do              | Lu              | Ma              | Me              | Gi              | Ve              | Sa              | Do              | Lu              | Ma              | Me              | Gi              | Ve              | Sa              | Do              | Lu              | Ma              | Me              | Gi              | Ve              |                 |                 |
| Ottobre         | Sa              | Do              | Lu              | Ma              | Me              | Gi              | Ve              | Sa              | Do              | Lu              | Ma              | Me              | Gi              | Ve              | Sa              | Do              | Lu              | Ma              | Me              | Gi              | Ve              | Sa              | Do              | Lu              | Ma              | Me              | Gi              | Ve              | Sa              | Do              | Lu              |                 |
| Novembre        | Ma              | Me              | Gi              | Ve              | Sa              | Do              | Lu              | Ma              | Me              | Gi              | Ve              | Sa              | Do              | Lu              | Ma              | Me              | Gi              | Ve              | Sa              | Do              | Lu              | Ma              | Me              | Gi              | Ve              | Sa              | Do              | Lu              | Ma              | Me              |                 |                 |
| Dicembre        | Gi              | Ve              | Sa              | Do              | Lu              | Ma              | Me              | Gi              | Ve              | Sa              | Do              | Lu              | Ma              | Me              | Gi              | Ve              | Sa              | Do              | Lu              | Ma              | Me              | Gi              | Ve              | Sa              | Do              | Lu              | Ma              | Me              | Gi              | Ve              | Sa              |                 |